# Tiro ai Giochi della VIII Olimpiade
Le competizioni di Tiro ai  Giochi della VIII Olimpiade si sono svolte in tre siti diversi:
- Per le competizioni di tiro a segno
  - Camp de Châlons presso Mourmelon-le-Grand, Châlons-en-Champagne.
  - Stade Olympique di Reims.
- Per le competizioni del bersaglio mobile e tiro a volo:
  - Stand de tir de Versailles a Versailles.

Si sono svolte 10 gare, solamente maschili.

## Podi
| Evento                                               | Oro                                                                                                 | Perform. | Argento                                                                                      | Perform. | Bronzo                                                                                         | Perform. |
| Pistola libera individuale (dettagli)                | Henry Bailey                                                                                        | 18       | Vilhelm Carlberg                                                                             | 18       | Lennart Hannelius                                                                              | 18       |
| Fucile a terra individuale (dettagli)                | Morris Fisher                                                                                       | 95/48    | Carl Osburn                                                                                  | 95/45    | Niels Larsen                                                                                   | 93       |
| Fucile a squadre (dettagli)                          | Stati Uniti Morris Fisher Walter Stokes Joseph Crockett Raymond Coulter Sidney Hinds                | 676      | Francia Émile Rumeau Albert Courquin Pierre Hardy Georges Roes Paul Colas                    | 646      | Haiti Ludovic Augustin Astrel Rolland Ludovic Valborge Destin Destine Eloi Metullus            | 646      |
| Carabina piccola individuale (dettagli)              | Pierre Coquelin de Lisle                                                                            | 398      | Marcus Dinwiddie                                                                             | 396      | Josias Hartmann                                                                                | 394      |
| Bersaglio mobile individuale (dettagli)              | John Boles                                                                                          | 40       | Cyril Mackworth-Praed                                                                        | 39/19    | Otto Olsen                                                                                     | 39/17    |
| Bersaglio mobile a squadre (dettagli)                | Norvegia Ole Lilloe-Olsen Einar Liberg Harald Natvig Otto Olsen                                     | 160      | Svezia Alf Swahn Fredric Landelius Otto Hultberg Mauritz Johansson                           | 154      | Stati Uniti John Boles Walter Stokes Raymond Coulter Dennis Fenton                             | 148      |
| Bersaglio mobile colpo doppio individuale (dettagli) | Ole Lilloe-Olsen                                                                                    | 76       | Cyril Mackworth-Praed                                                                        | 72/22    | Alf Swahn                                                                                      | 72/16    |
| Bersaglio mobile colpo doppio a squadre (dettagli)   | Gran Bretagna Cyril Mackworth-Praed Allen Whitty Herbert Perry Philip Neame                         | 263      | Norvegia Ole Lilloe-Olsen Otto Olsen Harald Natvig Einar Liberg                              | 262      | Svezia Alf Swahn Mauritz Johansson Fredric Landelius Axel Ekblom                               | 250      |
| Tiro al piattello individuale (dettagli)             | Gyula Halasy                                                                                        | 98       | Konrad Huber                                                                                 | 98       | Frank Hughes                                                                                   | 97       |
| Tiro al piattello a squadre (dettagli)               | Stati Uniti Frank Hughes Samuel Sharman William Silkworth Frederick Etchen John Noel Clarence Platt | 363      | Canada George Beattie Robert Montgomery Samuel Vance John Black William Barnes Samuel Newton | 360      | Finlandia Konrad Huber Robert Huber Werner Ekman Toivo Tikkanen Georg Nordblad Magnus Wegelius | 360      |

## Medagliere
| Posizione | Paese         | Oro | Argento | Bronzo | Totale |
| --------- | ------------- | --- | ------- | ------ | ------ |
| 1         | Stati Uniti   | 5   | 2       | 2      | 9      |
| 2         | Norvegia      | 2   | 1       | 1      | 4      |
| 3         | Gran Bretagna | 1   | 2       | 0      | 3      |
| 4         | Francia       | 1   | 1       | 0      | 2      |
| 5         | Ungheria      | 1   | 0       | 0      | 1      |
| 6         | Svezia        | 0   | 2       | 2      | 4      |
| 7         | Finlandia     | 0   | 1       | 2      | 3      |
| 8         | Canada        | 0   | 1       | 0      | 1      |
| 9         | Danimarca     | 0   | 0       | 1      | 1      |
| 9         | Haiti         | 0   | 0       | 1      | 1      |
| 9         | Svizzera      | 0   | 0       | 1      | 1      |
| Totale    | Totale        | 10  | 10      | 10     | 30     |